# Italo Falcomatà
Italo Falcomatà (Reggio Calabria, 8 ottobre 1943 – Reggio Calabria, 11 dicembre 2001) è stato un politico e storico italiano.
Dal 1993 al 2001 fu sindaco di Reggio Calabria, dando inizio alla cosiddetta "Primavera di Reggio".
Unico sindaco reggino ed essere eletto per più di due mandati, è ritenuto uno degli uomini chiave della storia della città. Le sue doti di comunicatore spinsero la città di Reggio a superare il periodo cosiddetto di "depressione", originatosi dopo i fatti di Reggio del 1970.

## Biografia

### Formazione e primi anni
Nato a Reggio Calabria nel 1943, frequenta la facoltà di Lettere e filosofia dell'Università di Messina, dopo aver compiuto gli studi secondari superiori presso il Liceo classico Tommaso Campanella. Qui si laurea in Lettere con una tesi in storia contemporanea dal titolo Il Corriere di Calabria e l'opinione pubblica reggina nella Grande Guerra, con relatore Alberto Monticone. In gioventù ha giocato a calcio nei primi anni sessanta con i colori neroverdi della Villese. 

### Attività didattica
Falcomatà ha lavorato come docente
di italiano e storia all'istituto tecnico industriale Panella, per poi passare all'insegnamento universitario,  divenendo professore di storia contemporanea presso la facoltà di Scienze politiche dell'Università di Messina nell'anno accademico 1992-1993, e professore di storia dell'Italia contemporanea all'Università per Stranieri "Dante Alighieri" di Reggio Calabria.
Il suo occuparsi di storia lo ha indirizzato verso la ricerca sul ruolo della borghesia nel periodo della grande depressione del Mezzogiorno, analizzandone i programmi. Ciò lo porta a pubblicare diverse opere, una delle quali gli vale il Premio Sila 1978: Giuseppe De Nava, un conservatore riformista meridionale.

### Attività politica
All'inizio del nuovo decennio Falcomatà decide di entrare in politica, militando nella Federazione Giovanile Comunista Italiana e divenendo dunque uno degli intellettuali affiliati al Partito Comunista Italiano. Nel 1980 viene eletto per la prima volta nel consiglio comunale di Reggio; in tale occasione ha modo di dimostrare il suo interesse verso le difficoltà delle periferie.
Alle elezioni politiche del 1983 è candidato del Partito Comunista Italiano in Calabria alla Camera dei deputati, ma non viene eletto.
Alle elezioni politiche del 1992 è candidato del PDS in Calabria alla Camera dei deputati ma non viene eletto.

### Sindaco di Reggio Calabria
Il 28 novembre 1993, il primo consiglio comunale di Reggio tenuto dopo lo scandalo di Tangentopoli lo elegge sindaco. Questa è l'occasione in cui Falcomatà dimostra notevoli doti di mediatore, evitando lo scioglimento del consiglio comunale dopo la crisi di maggioranza scaturita dalle dimissioni di Giuseppe Reale.
Alle elezioni dell'aprile 1997, le prime a Reggio Calabria dopo l'introduzione dell'elezione diretta dei sindaci, viene rieletto sindaco, sconfiggendo Antonino Monorchio del Polo delle Libertà. Pur non avendo la maggioranza in consiglio comunale, Falcomatà riesce a portare a termine il mandato brillantemente, sbloccando i fondi del "Decreto Reggio", che da anni si attendevano per il risanamento e lo sviluppo della città dello Stretto.
I reggini decidono di riconfermarlo a Palazzo San Giorgio nell'aprile del 2001, quando al primo turno delle elezioni amministrative prevale con oltre il 56% dei consensi su Antonio Franco di Alleanza Nazionale. Il 13 luglio dello stesso anno è lui stesso a rendere noto ai propri concittadini di essere affetto da una grave forma di leucemia, che lo porta alla morte dopo cinque mesi, l'11 dicembre 2001, all'età di soli 58 anni; nonostante la malattia, non ha mai abbandonato l'incarico come sindaco.
Falcomatà è riuscito a migliorare in modo significativo la situazione in cui Reggio Calabria si trovava dal secondo dopoguerra. Minacciato di morte più volte dalle cosche locali della 'ndrangheta, Falcomatà ha saputo dare alla città una nuova speranza combattendo contro l'abusivismo edilizio, specialmente nella sezione centrale della città, dove ha ridimensionato il mercato aperto, che, con le sue bancarelle abusive gestite dalla criminalità, congestionava il traffico e si espandeva ovunque senza limiti e permessi.
Suo figlio Giuseppe è stato eletto sindaco di Reggio Calabria per il centrosinistra alle elezioni amministrative del 26 ottobre 2014 e poi riconfermato per un secondo mandato alle elezioni amministrative del 2020.

## Premi e riconoscimenti
- Nel 1978 ha ricevuto il Premio Sila sezione saggistica per Giuseppe De Nava, un conservatore riformista meridionale.[5]
- In sua memoria la città gli ha intitolato il Lungomare.

## Opere
- Giuseppe De Nava, un conservatore riformista meridionale;
- Democrazia Repubblicana in Calabria: Gaetano Sardiello (1890-1985); Premio Nazionale Rhegium Julii, sezione Studi meridionalistici[6]
- Saggi su Giuseppe Genoese Zerbi;
- La crisi politica del P.N.F. di Reggio dal 1924 al 1927;
- L'azione unitaria dell'ammiraglio Genoese Zerbi, primo segretario della Federazione Provinciale;
- L'ammiraglio Genoese Zerbi, commissario prefettizio;
- La Grande Reggio di Genoese Zerbi;
- Ut Brizia leones: quel nostro reggimento, su Reggio bella e gentile;
- I problemi di Reggio nella poesia dialettale, da Nicola Giunta in poi;
- Il "Corriere di Calabria" e l'opinione pubblica reggina nella grande guerra (1914 - 1918).